# Shuhei Aoyama
Shuhei Aoyama (5 de diciembre de 1984, Chiba, Japón) es un piloto japonés. Tiene un hermano también piloto llamado Hiroshi Aoyama.

## Biografía
Participó en el All Japan Road Race Championship hasta 2005, cuando ganó el campeonato de 250cc con Honda. Anteriormente ganó el campeonato de 125cc en 2003, también con Honda. También participó en un par de eventos con wild car en el Campeonato del Mundo de Motociclismo en su paso por Japón.
Después de ganar el campeonato de 250cc en Japón, Aoyama aseguró un asiento en el Campeonato del Mundo de Motociclismo con el equipo de fábrica de 250cc de Honda en 2006. Reemplazó a su hermano Hiroshi Aoyama, quien fichó por KTM. Logró su primer podio con un tercer lugar en Le Mans, terminando justo por delante de su hermano, Hiroshi. Terminó la temporada octavo en la clasificación general con 99 puntos y fue nombrado Novato del año por su desempeño en su temporada de debut.  En 2007, se quedó con el equipo, pero no pudo mejorar en su temporada de novato. No logró registrar un podio y terminó la temporada 12 en la clasificación general. Sin embargo, registró su primera pole position en su carrera en casa en Motegi.
En 2008, se mudó a Campeonato del Mundo de Superbikes. Una vez más se asoció con Honda, manejando una motocicleta Honda CBR1000RR con la Super Evolution Honda Superbike. Sin embargo, luchó para adaptarse con la bicicleta más grande de 1000  cc cuatro tiempos y solo logró dos posiciones de puntaje.
Aoyama se quedó sin moto en 2009, pero regresó al Mundial de 250cc con wildcar en su carrera en casa en Motegi. Terminó con un sexto lugar después de comenzar desde la posición 17 en la parrilla.
No le fue posible encontrar un contrato para la temporada 2010 a pesar de que quería aspirar al título mundial. Aoyama anunció su retiro en su propio blog el 8 de febrero de 2010. Posteriormente, participó en la serie Japanese Auto Race.

## Resultados

### Campeonato del Mundo de Motociclismo

#### Carreras por año
(Carreras en negrita indica pole position, carreras en cursiva indica vuelta rápida)
| Temp. | Cat.  | Moto  | 1       | 2      | 3       | 4       | 5     | 6     | 7       | 8      | 9      | 10     | 11      | 12    | 13      | 14     | 15      | 16     | 17     | 18 | Pts. | Pos. |
| ----- | ----- | ----- | ------- | ------ | ------- | ------- | ----- | ----- | ------- | ------ | ------ | ------ | ------- | ----- | ------- | ------ | ------- | ------ | ------ | -- | ---- | ---- |
| 2001  | 125cc | Honda | JAP -   | RSA -  | ESP -   | FRA -   | ITA - | CAT - | NED -   | GBR -  | ALE -  | CZE -  | POR -   | VAL - | PAC Ret | AUS -  | MAL -   | RIO -  |        |    | 0    | -    |
| 2002  | 125cc | Honda | JAP 6   | RSA -  | ESP -   | FRA -   | ITA - | CAT - | NED 25  | GBR 10 | ALE -  | CZE -  | POR -   | RIO - | PAC 11  | MAL -  | AUS -   | VAL -  |        |    | 21   | 20.º |
| 2003  | 125cc | Honda | JAP Ret | RSA -  | ESP -   | FRA -   | ITA - | CAT - | NED -   | GBR -  | ALE -  | CZE -  | POR -   | BRA - | PAC 21  | MAL -  | AUS -   | VAL -  |        |    | 0    | -    |
| 2004  | 250cc | Honda | RSA -   | ESP -  | FRA -   | ITA -   | CAT - | NED - | RIO -   | ALE -  | GBR -  | CZE -  | POR -   | JAP 8 | QAT -   | MAL -  | AUS -   | VAL -  |        |    | 8    | 26.º |
| 2005  | 250cc | Honda | ESP -   | POR -  | CHN -   | FRA -   | ITA - | CAT - | NED -   | GBR -  | ALE -  | CZE -  | JAP Ret | MAL - | QAT -   | AUS -  | TUR -   | VAL -  |        |    | 0    | -    |
| 2006  | 250cc | Honda | ESP Ret | QAT 13 | TUR Ret | CHN 8   | FRA 3 | ITA 9 | CAT Ret | NED 12 | GBR 13 | ALE 9  | CZE 6   | MAL 6 | AUS 5   | JAP 6  | POR Ret | VAL 6  |        |    | 99   | 8.º  |
| 2007  | 250cc | Honda | QAT 10  | ESP 7  | TUR 16  | CHN Ret | FRA 9 | ITA 6 | CAT 11  | GBR 5  | NED 13 | ALE 12 | CZE 9   | RSM 6 | POR Ret | JAP 9  | AUS 8   | MAL 13 | VAL 17 |    | 90   | 12.º |
| 2009  | 250cc | Honda | QAT -   | JAP -  | ESP -   | FRA -   | ITA - | CAT - | NED -   | ALE -  | GBR -  | CZE -  | IND -   | RSM - | POR 12  | AUS 14 | MAL 10  | VAL 11 |        |    | 27   | 19.º |